# Amblypodia elga
Amblypodia elga är en fjärilsart som beskrevs av Hans Fruhstorfer 1907. Amblypodia elga ingår i släktet Amblypodia och familjen juvelvingar. Inga underarter finns listade i Catalogue of Life.